# Катастрофа DC-4 в Нью-Йорке
Катастрофа DC-4 в Нью-Йорке — авиационная катастрофа пассажирского самолёта Douglas DC-4 американской авиакомпании United Air Lines, произошедшая вечером в четверг 29 мая 1947 года в Нью-Йорке близ аэропорта Ла Гуардия. Авиалайнер должен был выполнять пассажирский рейс в Кливленд, но при взлёте выкатился за пределы взлётно-посадочной полосы, врезался в строения и разрушился, при этом погибли 43 человека.

## Самолёт
Douglas C-54B-DC Skymaster (по другим данным — C-54B-1-DO, военная версия DC-4) с заводским номером 18324 и серийным DO98 был выпущен корпорацией Douglas Aircraft Company 17 марта 1944 года, после чего передан американским ВВС, где получил регистрационный номер 43-17124. 27 ноября 1945 года этот «Дуглас» был возвращён на завод-изготовитель, где его переделали в гражданский вариант — Douglas DC-4. Бортовой номер авиалайнера сменили на NC30046, после чего 6 апреля 1946 года его продали американской авиакомпании United Air Lines, в которой он также получил имя Mainliner Lake Tahoe. Общая наработка борта NC30046 составляла 5950 лётных часов. Последнюю периодическую проверку он проходил 26 мая 1947 года, то есть за три дня до происшествия.

## Экипаж
- Командир воздушного судна — 38-летний Бентон Болдуин (англ. Benton Baldwin). В октябре 1933 года окончил школу лётной подготовки при Военном воздушном корпусе (англ. Army Air Corps Flying School), после чего два с половиной года прослужил военным лётчиком, прежде чем пришёл в United Air Lines. В феврале 1940 года был повышен до командира самолёта. Далее с 18 мая 1942 года по 12 июня 1946 года был направлен на службу в американские военно-воздушные силы. После возвращения в United был направлен на учебные курсы на изучение Douglas C-54/DC-4, которые включали в себя 10 часов тренировочных полётов. Эти курсы Болдуин окончил в ноябре 1946 года, после чего получил квалификацию на тип C-54. Всего за его плечами были 8703 часа налёта, в том числе 336 часов на C-54[3].
- Второй пилот — 28-летний Роберт Сэндс (англ. Robert Sands). Как и командир Болдуин, Сэндс окончил лётную академию американских военно-воздушных сил, после чего 4 года прослужил в армии военным лётчиком. В авиакомпании United с 7 сентября 1945 года сперва как пилот-стажёр, 4 декабря 1945 года был повышен до должности второго пилота. Затем был направлен в находящуюся в Сан-Франциско лётную школу для изучения Douglas C-54/DC-4. В ноябре 1946 года получил квалификацию второго пилота типа C-54. Общий налёт второго пилота составлял 2323 лётных часа, включая 256 часов на C-54[3].

## Катастрофа
Самолёт должен был выполнять пассажирский рейс 521 из Нью-Йорка в Кливленд, а время вылета по плану было 18:40. Командир экипажа Бентом Болдуин пришёл в офис авиакомпании в 17:30, после чего проконсультировался с метеорологом авиакомпании и узнал прогноз погоды по маршруту следования. Согласно плану, полёт до Кливленда должен был проходить на высоте 4000 футов (1200 м) через Ньюарк и Янгстаун; запасным аэродромом был указан Уиллоу-Ран в Детройте. Что до прогноза погоды, то из него командир узнал о находящемся к западу от Нью-Йорка холодном фронте с предфронтовой линией ветров, который должен был пройти аэропорт в 19:00. Позже на слушаниях командир рассказал, что не стал обращать внимание на прогноз о холодном фронте над аэропортом, так как он рассчитывал вылететь по расписанию — 18:30 (пилот перепутал время вылета). Однако обслуживание и загрузка самолёта затянулись, в связи с чем время вылета было перенесено на 20 минут позже — с 18:40 до 19:00. Всего на борт согласно спискам сели 44 пассажира; экипаж указал в документах 43 пассажиров. Также на борту находились 2575 фунтов (1168 кг) груза и 1300 галлонов топлива, а общий вес авиалайнера по расчётам составлял 60 319 фунтов (27 360 кг).
В 18:55 экипаж запустил двигатели, после чего запросил инструкции по выполнению руления. В ответ диспетчер дал разрешение следовать к полосе 13 и сообщил о поверхностном южном ветре с порывами юго-восточного направления и скоростью 20 миль (32 км) в час. В процессе руления командир запросил изменить полосу с 13 на 18, с чем диспетчер согласился. Вскоре лайнер встал на расстоянии 50 футов (15 м) от полосы 18, после чего экипаж перевёл двигатели на подготовительный режим, подготовив их к взлёту.
Но стоянка борта NC30046 на предварительном старте заняла от шести до семи минут, так как перед ним взлетали и другие самолёты. К тому времени к западу от аэропорта Ла Гуардия уже находились чёрные грозовые тучи, в которых блистали молнии, а потому экипажи спешили поскорее выполнить посадку или взлёт, чтобы успеть до того, как гроза накроет аэропорт. В 19:01 с полосы 18 взлетел Douglas DC-3 авиакомпании Northeast Airlines, выполнявший рейс 28, а уже через минуту на эту же полосу сел другой DC-3, но уже авиакомпании American Airlines (рейс 250). Далее рейсу 58 авиакомпании Pan American было дано разрешение на посадку на полосу 18, а следом было дано разрешение на посадку уже на полосу 13 рейсу 815 авиакомпании TWA В 19:03 рейсу 521 авиакомпании United Airlines было дано разрешение на взлёт.
В 19:04 с рейса 521 авиакомпании United Airlines доложили о готовности к взлёту. Скорость ветра к этому времени составляла 22 миль/ч, поэтому диспетчер поинтересовался, намерен ли экипаж взлетать, либо будет пережидать шторм? На это с самолёта доложили: Я взлетаю. Тогда диспетчер передал: Дано разрешение на незамедлительный взлёт, либо оставайтесь; после взлёта направляться к северу острова Райкерс. Получив разрешение, экипаж вырулил на полосу, после чего без промедления перевёл двигатели на взлётный режим. Воздушная скорость превысила 90 миль/ч, после чего командир потянул штурвал «на себя», чтобы оторвать носовую стойку от земли, но штурвал двигался с трудом, а самолёт словно не реагировал. Так как авиалайнер уже приближался к концу полосы, командир принял решение прекратить взлёт, поэтому примерно за 1000 футов (300 м) до торца полосы он применил тормоза, заодно дав второму пилоту команду убрать мощность двигателей. Однако «Дуглас» продолжал мчаться даже после того, как были заблокированы оба тормоза. Машина выкатилась за пределы полосы, снесла ограждение аэропорта, после чего наполовину перескочила, наполовину перелетела бульвар Грэнд Сентрэл-Парквей, а затем наконец остановилась к востоку от школы аэронавтики имени Кейси Джонса на расстоянии 800 футов (240 м) от торца полосы 18 и 1700 футов (520 м) от точки первоначального задействования тормозов.
Сразу возник сильный огонь, который охватил самолёт. Командир Болдуин сумел выбраться через аварийный выход и отбежал от самолёта. Также выбрались ещё 5 человек, которые стали пытаться помочь остальным выбраться на протяжении двух—трёх минут, пока не прибыли спасательные службы. Позже один из первоначально выживших умер от полученных травм. Всего в катастрофе погибли 40 пассажиров и 3 члена экипажа, то есть 43 человека; выжили командир, который относительно не пострадал, и четыре пассажира.
На то время по числу погибших это была крупнейшая катастрофа самолёта в США, пока уже на следующий день её не превзошла катастрофа под Бейнбриджем (53 погибших).

## Причины
Причиной катастрофы комиссия назвала ошибку командира экипажа Бентона Болдуина, который принял решение выполнять взлёт с относительно короткой полосы 18. Как объяснил на слушаниях сам Болдуин, такой выбор полосы он сделал, исходя из того, что благодаря наличию встречного ветра в 20 миль/ч длины полосы 18 будет достаточна для нормального разбега и взлёта. Однако при таком выборе он не глянул в специальные таблицы, где было указано, что при встречном ветре 20 миль/ч для самолёта весом 60 319 фунтов (27 360 кг) требуется 3600 футов (1100 м) полосы, тогда как длина полосы 18 составляла всего 3530 футов (1080 м), да ещё на расстоянии 150 футов (46 м) от её торца имелось препятствие высотой 32 фута (9,8 м). Когда же самолёт выполнил нормальный разбег до скорости 90 миль/ч, командир после неудачной попытки поднять нос решил, что ветер на самом деле стих, либо что запас длины полосы уже очень мал, в связи с чем и принял решение прекращать взлёт, при этом попытавшись остановить уже быстро мчащийся тяжёлый самолёт с помощью одних только фрикционных тормозов, что оказалось малоэффективным.

## Последствия
По результатам расследования катастрофы рейса 521 были внесены следующие изменения:
1. Из Наставлений по выполнению полётов было убрано понятие «по ощущениям». Теперь в таблицы по определению максимального допустимого веса для каждой полосы были добавлены все градиенты ветров.
2. В расчётах по определению максимального веса теперь было добавлено уточнение по корректировке расчётов в зависимости от температуры воздуха.
3. В течение нескольких лет пересмотрели используемое в США определение приоритетов по выполнению взлёта и посадки, проведя унификацию со стандартами, разработанных Международной организацией гражданской авиации (ИКАО).
4. Используя временные формулы, были созданы единые ограничения для всех взлётно-посадочных полос в аэропортах, куда выполняли полёты коммерческие авиакомпании, имеющие действующие сертификаты.
5. Учёт направления и скорости ветра, которые могут быстро изменяться, было ограничено при выполнении расчётов.
6. Среди американских пилотов провели инструктажи о важности точного определения максимального взлётного веса для любого аэропорта.
7. Была изменена конструкция применявшихся на данном типе самолёта специальных струбцин, блокирующих плоскости управления для защиты от сильных порывов.
8. Было рекомендовано устанавливать в конце всех взлётно-посадочных полос гражданских аэропортов освещаемых флюгеров, для возможности определения экипажами направления ветра.
9. Городские власти Нью-Йорка запретили использовать четырёхмоторным самолётам взлётно-посадочную полосу 18 аэропорта Ла Гуардия.

### Комментарии
1. ↑  В отчёте модель самолёта указана как ещё военная Douglas C-54B-DC Skymaster
2. ↑  Здесь и далее по умолчанию указано Североамериканское восточное время (EST).